# Vụ án Út Trọc
Vụ án Út Trọc là vụ án về những tham nhũng xảy ra trong Tổng công ty đầu tư và phát triển Thái Sơn, một doanh nghiệp Nhà nước thuộc Bộ Quốc phòng. Đây là vụ án nằm trong chiến dịch bài trừ tham nhũng của tổng bí thư Đảng Cộng sản Việt Nam Nguyễn Phú Trọng xảy ra tương tự như vụ án Vũ nhôm, xử lý những hoạt động kinh doanh đất đai, bất động sản bắt đầu ở Đà Nẵng trong Bộ Công an.
Út Trọc là biệt danh của cựu thượng tá Đinh Ngọc Hệ (sinh năm 1971), nguyên Phó Tổng giám đốc Tổng Công ty Thái Sơn, Bộ Quốc phòng bị Cơ quan Điều tra Hình sự - Bộ Quốc phòng ra quyết định khởi tố vụ án, khởi tố bị can, bắt tạm giam ngày 3/12/2017 về tội "Lợi dụng chức vụ, quyền hạn trong khi thi hành công vụ" theo khoản 3, Điều 281 Bộ luật Hình sự năm 1999. Ngoài ra, ông Hệ còn bị phát hiện có hành vi mua bằng đại học giả, sử dụng bằng giả để khai trong hồ sơ đảng viên, hồ sơ cán bộ.

## Tiểu sử
Theo cáo trạng được công bố tại tòa, Đinh Ngọc Hệ, được biết đến với biệt danh "Út Trọc", mua bảng điểm và bằng tốt nghiệp Đại học Kinh tế Quốc dân vào năm 2000 với giá 2,5 triệu đồng. Nhờ bằng giả này, "Út Trọc" được bổ nhiệm, thăng tiến, nâng ngạch và nâng lương nhiều lần. Nhờ bằng giả, "Út trọc" đã lên được tới chức thượng tá, và được kết nạp Đảng Cộng sản Việt Nam, trong khoảng thời gian từ năm 2003 – 2012.
Thượng tá Đinh Ngọc Hệ bị bắt ngày 21 tháng 12 năm 2017 trong vụ án kinh tế liên quan đến Công ty cổ phần phát triển đầu tư Thái Sơn. Ông Hệ nguyên là Chủ tịch Hội đồng quản trị công ty này, hoạt động trên nhiều lĩnh vực như khai thác khoáng sản, vận tải hàng hóa, phân phối thức uống, kinh doanh nhà hàng, khách sạn...Nhưng nổi tiếng nhất là các dự BOT với mức đầu tư lên hàng ngàn tỉ đồng, như dự án cầu Hạc Trì với mức đầu tư hơn 1.900 tỷ đồng.

## Tổng công ty Thái Sơn
Tổng Công ty Thái Sơn là doanh nghiệp Nhà nước thuộc Bộ Quốc phòng, hoạt động theo mô hình công ty mẹ - công ty con. Tổng công ty Thái Sơn có hơn 20 đơn vị trực thuộc, công ty con, công ty cổ phần và công ty liên doanh với nước ngoài. bất động sản là lĩnh vực chính của Tổng công ty này cung cấp các căn hộ, trung tâm thương mại, văn phòng cho thuê, khu đô thị...
Bên cạnh bất động sản, xây dựng cũng là lĩnh vực nòng cốt của Tổng công ty Thái Sơn. Trong 20 năm qua, Tổng công ty này đã triển khai hàng trăm dự án xây dựng quy mô lớn, thuộc nhiều lĩnh vực.
Tổng công ty Thái Sơn nắm giữ 40% cổ phần tại dự án BOT cầu Việt Trì (tương đương 109 tỷ đồng). Dự án này chính thức đi vào hoạt động từ tháng 12 năm 2015.

## Nghi can
Ngoài "Út trọc", đến chiều ngày 28 tháng 4 năm 2018, Đại tá Phùng Danh Thắm Tổng giám đốc Tổng công ty Thái Sơn - Bộ Quốc phòng chính thức bị khởi tố về cáo buộc "Thiếu trách nhiệm gây hậu quả nghiêm trọng." Đại tá Bùi Văn Tiệp, nguyên Sư đoàn trưởng Sư đoàn 367, Quân chủng Phòng không - Không quân, bị cáo buộc "lợi dụng chức vụ, quyền hạn trong khi thi hành công vụ" với vai trò đồng phạm giúp sức cho ông Đinh Ngọc Hệ và bị cấm rời khỏi nơi cư trú.
Ngoài ra, cơ quan điều tra đã khởi tố, tạm giam ông Trần Xuân Sơn, người được ông Hệ thuê làm Giám đốc chi nhánh Công ty Cổ phần phát triển đầu tư Thái Sơn tại Bình Dương; ông Trần Văn Lâm là người được ông Hệ thuê làm Tổng giám đốc điều hành Công ty Cổ phần phát triển đầu tư Thái Sơn tại TP HCM, cả hai bị can trên đều bị khởi tố theo điều 281 với vai trò đồng phạm giúp sức cho ông Hệ.

## Tuyên bố
Chiều 29 tháng 3 năm 2018, tại cuộc họp báo quý I/2018, đại tá Nguyễn Văn Đức, Cục phó Cục Tuyên huấn (Tổng cục Chính trị) cho biết, "Đây là vụ án kinh tế. Bộ Quốc phòng khẳng định sẽ là cơ quan đi đầu trong việc xử lý tiêu cực nội bộ một cách kiên quyết nhất, không có sự du di." 

## Kết án
Sau hai ngày xét xử, cựu thượng tá quân đội Đinh Ngọc Hệ bị Tòa án quân sự Quân khu 7 tuyên án 10 năm về tội "Lợi dụng chức vụ quyền hạn trong khi thi hành công vụ" và hai năm tội "Sử dụng giấy tờ, tài liệu giả của cơ quan, tổ chức" – tổng cộng 12 năm tù. Về hình phạt bổ sung, ông Đinh Ngọc Hệ bị cấm đảm nhiệm chức vụ quản lý doanh nghiệp 4 năm kể từ ngày chấp hành xong hình phạt tù. Theo cáo trạng, Đinh Ngọc Hệ lợi dụng chức vụ Chủ tịch Công ty Thái Sơn để mua ôtô rồi đăng ký biển số quân sự, biển xanh 80A. Hệ sau đó chỉ đạo cấp dưới thế chấp, cho thuê, mượn xe cho cá nhân, tổ chức ngoài ngành sử dụng trái quy định. Đinh Ngọc Hệ còn mua bằng đại học, bảng điểm giả để kê khai hồ sơ cá nhân, qua đó được nâng lương, bổ nhiệm, phong quân hàm.
Cũng tại phiên tòa, ông Trần Văn Lâm (cựu TGĐ điều hành Công ty cổ phần phát triển đầu tư Thái Sơn) bị tuyên phạt 5 năm tù về tội "Lợi dụng chức vụ quyền hạn trong khi thi hành công vụ". Ông Bùi Văn Tiệp (nguyên Sư đoàn trưởng Sư đoàn 367 Quân chủng PK-KQ) 24 tháng tù nhưng cho hưởng an treo; Trần Xuân Sơn (cựu TGĐ chi nhánh Công ty Thái Sơn Bộ Quốc phòng tại Bình Dương) 18 tháng tù, cho hưởng án treo. Bị cáo Phùng Danh Thắm (cựu TGĐ Tổng Công ty Thái Sơn Bộ Quốc phòng) bị tuyên phạt 24 tháng cải tạo không giam giữ về tội "Thiếu trách nhiệm gây hiệu quả nghiêm trọng". Cùng với Hệ, các bị cáo bị cáo buộc làm giả hợp đồng, giấy tờ gửi xăng dầu, kê khai không trung thực với các cơ quan chức năng Bình Dương để hợp thức hóa hơn 20.000 lít xăng không đạt chuẩn.